# George Patton IV
George Smith Patton IV (24 de dezembro de 1923 - 27 de junho de 2004) foi um major general do Exército dos Estados Unidos e filho do general da Segunda Guerra Mundial George S. Patton Jr. Ele serviu na Guerra da Coreia e na Guerra do Vietnã.

## Biografia
Patton foi educado na The Hill School. Formado em 1946 pela Academia Militar dos Estados Unidos, Patton foi inicialmente treinado como oficial de infantaria. Sua primeira designação foi para Regensburg, na Alemanha Ocidental, onde participou do transporte aéreo de Berlim em 1948. As tropas sob seu comando foram usadas para carregar suprimentos em aeronaves de transporte da Força Aérea com destino a Berlim. Em 1952, ingressou na Companhia C, 63º Batalhão de Tanques, 1ª Divisão de Infantaria, como líder de pelotão. Um ano depois de voltar da Alemanha, casou-se com Joanne Holbrook.
Patton serviu na Guerra da Coréia em fevereiro de 1953, comandando a Companhia "A" do 140º Batalhão de Tanques, 40ª Divisão de Infantaria. Ele recebeu sua primeira Estrela de Prata e o Coração Púrpura na Coreia.
Retornando aos Estados Unidos em 1954, Patton, agora capitão, foi inicialmente designado para West Point, mas foi rapidamente contratado como parte de um programa de intercâmbio e enviado para lecionar na Academia Naval dos Estados Unidos.